# Nick Blackburn
Pour les articles homonymes, voir Blackburn (homonymie).
Robert Nicholas Blackburn (né le 24 février 1982 à Ada, Oklahoma, États-Unis), est un lanceur droitier de baseball évoluant en Ligue majeure avec les Twins du Minnesota de 2007 à 2012.

## Carrière
Après des études secondaires à la Del City High School d'Oklahoma City (Oklahoma), Nick Blackburn suit des études supérieures au Seminole State College.
Il est drafté le 5 juin 2000 par les Tampa Bay Devil Rays, mais il ne signe pas. Il est à nouveau drafté un an plus tard, cette fois par les Minnesota Twins, où il signe.
Blackburn passe six saisons en Ligues mineures avant de débuter en Ligue majeure le 3 septembre 2007.
Il signe un contrat de 14 millions de dollars pour 4 saisons en mars 2010.

## Statistiques
| Saison | Équipe    | G   | GS | CG | SHO | V | D  | SV | IP    | SO  | ERA  |
| ------ | --------- | --- | -- | -- | --- | - | -- | -- | ----- | --- | ---- |
| 2007   | Minnesota | 6   | 0  | 0  | 0   | 0 | 0  | 2  | 11.2  | 8   | 7,71 |
| 2008   | Minnesota | 33  | 33 | 0  | 0   | 0 | 11 | 11 | 193.1 | 96  | 4,05 |
| 2009   | Minnesota | 33  | 33 | 3  | 0   | 0 | 11 | 11 | 205.2 | 98  | 4,03 |
| 2010   | Minnesota | 28  | 26 | 1  | 0   | 0 | 10 | 12 | 161.0 | 68  | 5,42 |
| Totaux | Totaux    | 100 | 92 | 4  | 0   | 0 | 32 | 36 | 571.2 | 270 | 4,50 |

| Saison | Équipe    | G | GS | CG | SHO | V | D | SV | IP  | SO | ERA  |
| ------ | --------- | - | -- | -- | --- | - | - | -- | --- | -- | ---- |
| 2009   | Minnesota | 1 | 1  | 0  | 0   | 0 | 0 | 0  | 5.2 | 3  | 1,59 |
| Totaux | Totaux    | 1 | 1  | 0  | 0   | 0 | 0 | 0  | 5.2 | 3  | 1,59 |

Note: G = Matches joués ; GS = Matches comme lanceur partant ; CG = Matches complets ; SHO = Blanchissages ; 
SV = Sauvetages ; V = Victoires ; D = Défaites ; IP = Manches lancées ; SO = retraits sur des prises ; ERA = Moyenne de points mérités.